# 広徳寺 (甲賀市)
広徳寺（こうとくじ）は、滋賀県甲賀市水口町山上にある天台宗の寺院。山号は庚申山。本尊は青面金剛尊。「（山上の）庚申さん」と呼ばれる。
寺伝によれば、783年（延暦2年）に最澄が延暦寺建立の際、用材を求めて訪れたところ、山頂に光明輝き紫色の雲がたなびくのを見て、頂上に登ると、丈余の岩に稲妻が発し、その中に大青面金剛の霊姿を感得され、像を自作して祀ったのが始まりと伝わる。真鍮の始祖として江戸時代以降に真鍮関係者から信仰を集めた。
1616年（元和2年）、後述する山上村の藤左衛門が堂宇を再建した。2013年4月22日、漏電火災で本殿を焼失し、2017年3月末に再建した。
甲賀市の魅力ある風景である、であい・こうか八景の「甲賀の里を望む」、かつての水口町の観光水口八景の「庚申の秋色」に選ばれている。展望台があり、甲賀市を広く見渡すことができる。紅葉の名所として知られる。

## 真鍮にまつわる信仰
真鍮の始祖に関する伝承が伝わっている。麓の山上村の藤左衛門は貧農で生計が苦しく、本尊の青面金剛尊に深く帰依し、1593年（文禄2年）正月に広徳寺に籠り祈願をしたところ、満月の夜、銅に亜鉛を混ぜる合金の法を伝授され、1599年（慶長4年）に京都で試して真鍮の合金に成功したと伝わる。金の代用品や装飾品として、それまでは純金もしくは銅や青銅に金をメッキしていたが、メッキの剥落や変色、銅から緑青が出ることもなく、幅広く使われるようになり、画期的な製法であった。ただし、自力で開発したのではなく、大陸から伝わった製法を改良したと推測されている。
この出世譚にあやかろうと、江戸時代には「真鍮元祖」「真鍮祖神」として江戸、京都、大坂の三都の金物屋から信仰されてきた。1851年（嘉永4年）には三都金物屋中が山麓周辺に多数の石造道標を建立した。とくに牛飼地先の国道307号沿いにある「見ざる・言わざる・聞かざる」の三猿の像がついた道標が有名で、これは紀伊国屋三谷家の8代目長三郎が発起し京都の問屋5人が世話人として建てたものである。100以上の玉垣が寄進され、当時の全国の真鍮関係者がほぼ網羅されているという。中でも最も玉垣が多かったのは前述の紀伊国屋三谷家で、関係者を含めると9つあり、その他、常夜燈の寄進などもしている。大正期からは大阪の真鍮関係者からの支援が盛んになり、庚申講を母体とする大阪の黄銅組合の組合長、4代目坂根武兵衛が1922年（大正11年）に全国の真鍮業者に呼び掛けて山上庚申堂保存会を結成し、記念事業の開催と藤左衛門の銅像を建立した。なお、この銅像は戦時中に供出されたが戦後に再建されている。

## ギャラリー

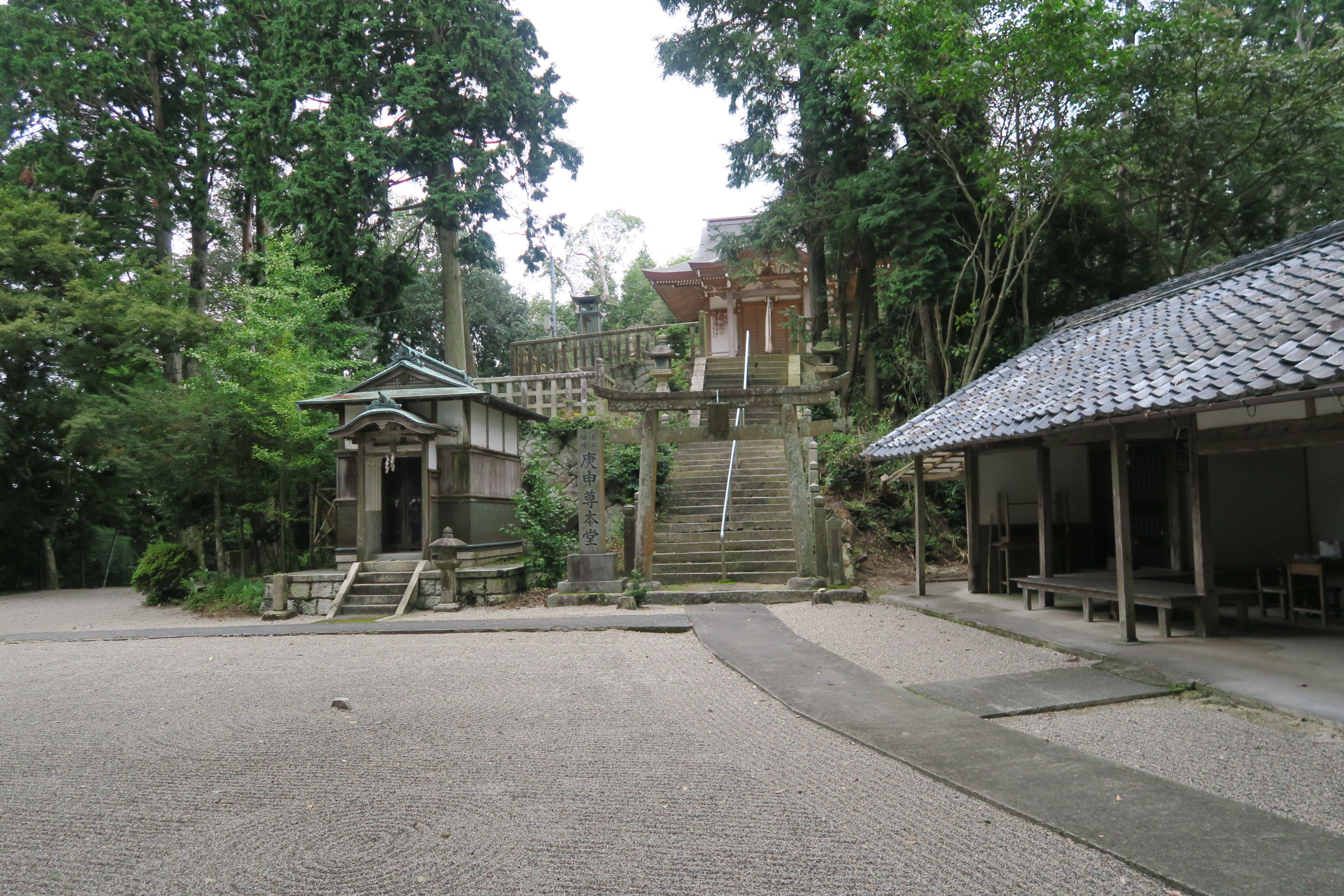
境内
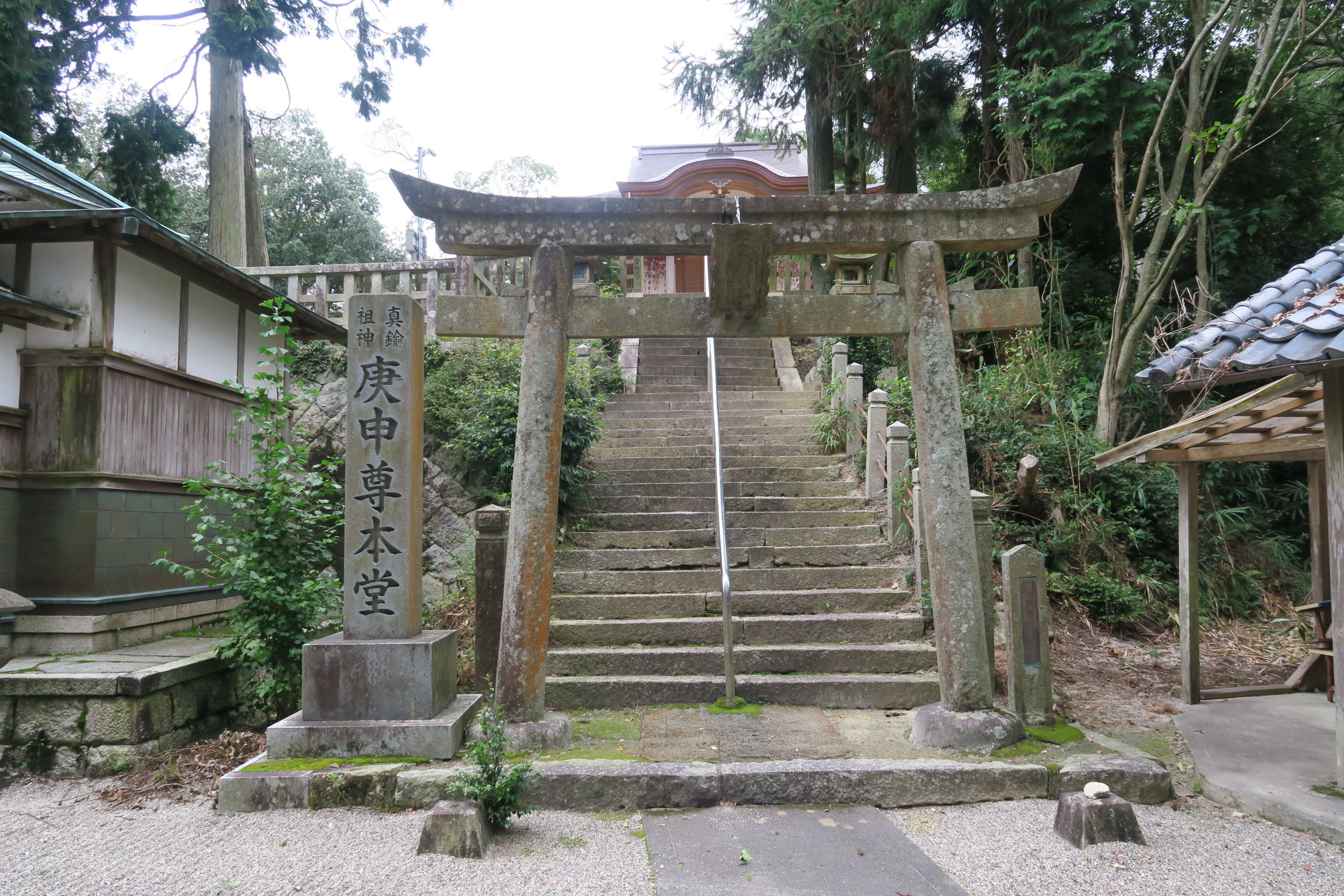
鳥居
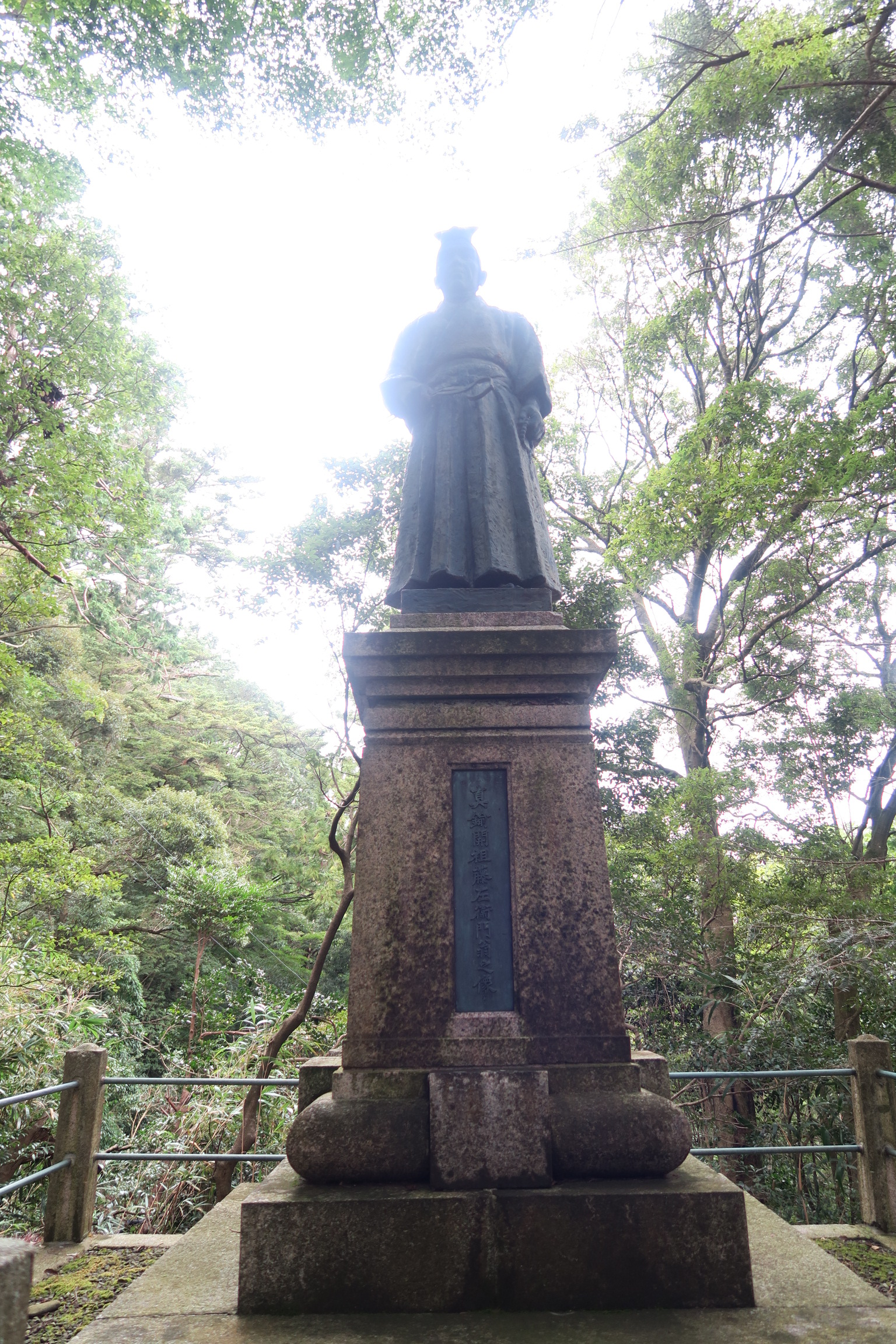
藤左衛門の像
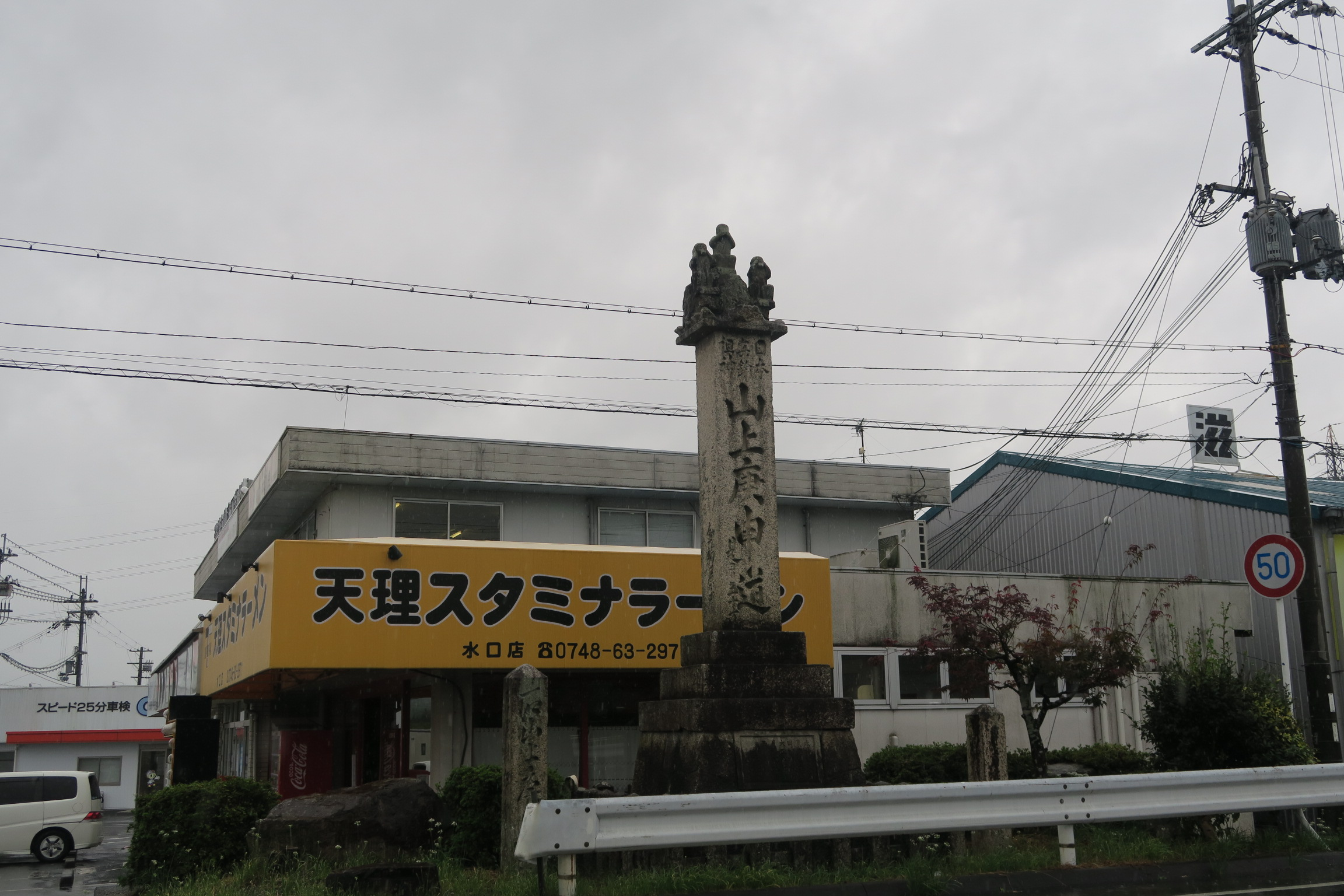
庚申山広徳寺三猿石造道標（市指定文化財）